# Hooded Horse
Hooded Horse é uma distribuidora estadunidense de videogames fundada em 2019 e com sede no Texas, Estados Unidos. A empresa é conhecida por publicar jogos táticos, estratégicos e Roguelikes, como Against the Storm, Old World e Manor Lords, que atingiu o primeiro lugar na lista de desejos da Steam.

## História
A empresa, fundada em 2019 é especializada na criação de jogos táticos e estratégicos, com características de RPG's. Como editora, a Hooded Horse geralmente aloca um orçamento de no mínimo US$ 100.000 para localização, tradução e marketing para cada projeto, e os desenvolvedores detém 65% de todas as receitas geradas após o lançamento de um jogo. Os primeiros jogos publicados pela Hooded Horse incluem Terra Invicta, um jogo de estratégia da Pavonis Interactive, o estúdio por trás dos mods Long War para os jogos modernos XCOM, e Workers & Resources: Soviet Republic da 3Division. Em seguida, assinou com a Mohawk Games para o desenvolvimento do Old World, depois que a editora original Starbreeze Studios abandonou o projeto por enfrentar dificuldades financeiras.
Em 2023, tinha um total de 12 funcionários e havia publicado 20 jogos, a maioria lançados por meio do programa de acesso antecipado do Steam. Against the Storm foi lançado no final de 2023 sendo aclamado pela da crítica e tendo vendido mais de 1 milhão de cópias até março de 2024. A empresa também é responsável pelo lançamento de Xenonauts 2 (lançado em acesso antecipado em 2023), Manor Lords (lançado em acesso antecipado em abril de 2024), o jogo brasileiro 9 Kings, entre outros.

## Jogos lançados
| Ano  | Título                               | Desenvolvedor(es)    | Plataforma(s)                      |
| ---- | ------------------------------------ | -------------------- | ---------------------------------- |
| 2022 | Nebulous: Fleet Command              | Eridanus Industries  | PC                                 |
| 2022 | Old World                            | Mohawk Games         | PC                                 |
| 2022 | Clanfolk                             | MinMax Games         | PC                                 |
| 2022 | Terra Invicta                        | Pavonis Interactive  | PC                                 |
| 2023 | Xenonauts 2                          | Goldhawk Interactive | PC                                 |
| 2023 | Against the Storm                    | Eremite Games        | PC                                 |
| 2024 | Sons of Valhalla                     | Pixel Chest          | PC                                 |
| 2024 | Manor Lords                          | Slavic Magic         | PC, Xbox One, Xbox Series X/S      |
| 2024 | Empires of the Undergrowth           | Slug Disco           | PC                                 |
| 2024 | Workers & Resources: Soviet Republic | 3Division            | PC                                 |
| 2024 | Norland                              | Long Jaunt           | PC                                 |
| 2024 | Cataclismo                           | Digital Sun          | PC                                 |
| 2024 | Breachway                            | Edgeflow Studio      | PC                                 |
| 2024 | Shadow Gambit: The Cursed Crew       | Mimimi Games         | PC, PlayStation 5, Xbox Series X/S |
| 2025 | Heart of the Machine                 | Arcen Games          | PC                                 |
| 2025 | Nova Roma                            | Lion Shield          | PC                                 |
| 2025 | Endless Legend 2                     | Amplitude Studios    | PC                                 |
| 2025 | 9 Kings                              | Sad Socket           | PC, Mac                            |